# 恋 (中孝介の曲)
『恋』（こい）は、日本の歌手、中孝介の通算7枚目のシングル。2009年3月25日発売。

## 収録曲
| 1 | 恋                 | 作詞：小林夏海、作曲：ハマモトヒロユキ、編曲：河野伸 フジテレビ系「ノイタミナ」テレビアニメ『源氏物語千年紀 Genji』エンディングテーマ | 4:37 |
| 2 | 童話               | 作詞・作曲：光良、編曲：大川茂伸 マレーシアの歌手・光良のカバー                                                                       | 4:11 |
| 3 | 人魚               | 作詞：NOKKO、作曲：筒美京平、編曲：大川茂伸 NOKKOのカバー                                                                             | 3:52 |
| 4 | 恋（instrumental） | | 4:37 |